# Marco Angulo
Pour les articles homonymes, voir Angulo.
Marco Angulo, né le 8 mai 2002 à Esmeraldas (Équateur) et mort le 11 novembre 2024 à Quito, est un footballeur international équatorien, de 2017 à sa mort.

## Biographie

### En club
Né à Esmeraldas en Équateur, Marco Angulo est formé par l'Independiente del Valle. Il joue son premier match en professionnel le 31 octobre 2021, face au CD Olmedo, en championnat. Il entre en jeu et son équipe s'impose par cinq buts à zéro ce jour-là.
Le 21 décembre 2022, son transfert au FC Cincinnati est officialisé. Il rejoint la franchise de Major League Soccer pour un montant estimé à trois millions de dollars en s'engageant jusqu'en 2025, avec une année en option.
Angulo joue son premier match sous ses nouvelles couleurs le 5 mars 2023, lors d'une rencontre de MLS contre Orlando City. Il entre en jeu et les deux équipes se neutralisent (0-0 score final).

### En sélection
Marco Angulo représente l'équipe d'Équateur des moins de 17 ans. Avec cette sélection il participe au championnat des moins de 17 ans de la CONMEBOL en 2019. Lors de cette compétition organisée au Pérou il joue trois matchs en tant que titulaire. Quelques mois plus tard il est retenu avec cette sélection pour participer à la coupe du monde des moins de 17 ans en 2019,. Il est titularisé lors des quatre matchs auxquels il prend part, dont le huitième de finale perdu contre l'Italie (0-1 score final).
Avec les moins de 20 ans, il joue deux matchs en 2020.
Le 8 novembre 2020, Marco Angulo est convoqué pour la première fois avec l'équipe nationale d'Équateur. Il honore sa première sélection face à l'Irak. Il entre en jeu et les deux équipes se neutralisent (0-0),.

Il meurt le 11 novembre 2024, après avoir été victime d’un grave accident de la circulation aux premières heures du lundi 7 octobre.

## Palmarès

### En club
Independiente del Valle
- Champion d'Équateur en 2022.